# Carlos Henríquez Consalvi
Carlos Henríquez Consalvi, alias Santiago, es un periodista, escritor, productor de radio y gestor cultural venezolano, nacionalizado como salvadoreño. Es director y fundador del Museo de la Palabra y la imagen.

## Biografía
Consalvi nació en Mérida (Venezuela) en 1947. Sus padres eran adversarios de la dictadura venezolana, lo que provocó que parte de su juventud  creciera en México. En 1958, el golpe de estado en Venezuela permitió que su familia retornara al país.
Estudió periodismo en la Universidad Central de Venezuela. Después del terremoto de 1972 de Managua en Nicaragua, que devastó gran parte de la ciudad, Consalvi viajó al país centroamericano con un grupo de jóvenes para ayudar a las víctimas. Este fue su primer acercamiento a la región.
Consalvi tuvo un intenso interés en la historia, lo cual lo llevó a la búsqueda de archivos en París, Madrid y Roma. Después vuelve a Nicaragua para buscar información sobre América Central en el siglo XIX. En 1978 Pedro Joaquín Chamorro Cardenal, dueño del  periódico La Prensa, fue asesinado. En ese fecha Consalvi empieza a escribir editoriales sobre derechos humanos para este medio.
Después de la caída de la familia Somoza, en 1979, y con el inicio del gobierno del sandinista, Consalvi se traslada a El Salvador donde funda Radio Venceremos en 1980, una estación radiofónica subterránea que contrarrestó las emisiones noticiosas del gobierno salvadoreño durante la guerra civil  (1980-1992). Sobre sus experiencias y vivencias en este periodo escribirá más tarde el libro La Terquedad del Izote.
Dándose cuenta de la importancia de la memoria de la historia cultural para la reconstrucción de una sociedad, en 1996  funda el Museo de la Palabra y la Imagen. El museo abrió sus puertas en 1999 y preserva una colección única de películas, fotografías, escrituras y objetos en la cultura e historia de El Salvador. El museo posee el objetivo de promover derechos humanos, paz y justicia sociales.
Además, Consalvi escribió varias novelas y un gran número de narraciones literarias. Ha realizado diferentes trabajos como productor audiovisual, como el documental 1932, cicatriz de la memoria, La palabra en el bosque, La Frontera del Olvido y la versión animada del libro Cuentos de Cipotes, del escritor salvadoreño Salarrué.[cita requerida]

## Reconocimientos
En 2008 es reconocido con un Premio de Claus del Principado de los Países Bajos. El jurado lo premió "por su trabajo excepcional como radio emisor, por crear espacios de libertad, y por su compromiso a la promoción de la memoria y su función activa en la reconstrucción de la sociedad Salvadoreña". 
En 2014, recibe un reconocimiento en el marco del 88 aniversario de Radio Nacional de El Salvador “por su aporte a la radiodifusión salvadoreña y su participación en Radio Venceremos por 11 años” por parte de la emisora.

## Obras y trabajos publicadas

### Exposiciones
- La Huella de la memoria
- Roque Dalton: La palabra del volcán
- Kabrakan, la furia de los Dioses
- El Legado de Salarrué
- Prudencia Ayala, la lucha por los derechos femeninos
- De la Guerra Un la Paz
- El Mozote, nunca más
- Memoria de los Izalcos
- Patria Peregrina, Vida y Obra de Pedro Geoffray Rivas
- "1932, insurrección en la oscuridad"
- " Nuestras voces"
- "Mujer, la desnudez de mi lenguaje"
- "Trémula tierra"